# Julián Quiroga
Pour les articles homonymes, voir Quiroga.
Le général Julián Quiroga Villarreal, né à Ciénega de Fleurs au Nouveau León le 29 janvier 1829 et mort fusillé le 11 janvier 1877 à Monterrey, Nouveau León est un militaire mexicain qu'a participé à la révolution d'Ayutla, à la guerre de réforme au côté des libéraux, et à la deuxième intervention française en Mexique au côté de l'Empire.

## Biographie
Il est né à Ciénega de Fleurs, Nouveau León, le 29 janvier 1829, fils de Cirilo Quiroga et de María Gertrudis Villarreal. Depuis son plus jeune âge, il participe à la défense contre les attaques des indiens.
Adhérent à la Garde Nationale, il est intervenu dans de nombreuses actions militaires autant au cours de la révolution de Ayutla que lors de la guerre de réforme. En 1859, il fait la campagne à l'intérieur du pays et se joint à Ignacio Saragosse, qui affirme à son propos : « Quiroga est l'histoire vive de notre campagne ». 
Pendant l'intervention française il est chargé du premier régiment de cavalerie. Il devient colonel le 10 janvier 1862. Fidèle à Santiago Vidaurri (duquel on est arrivé à penser qu'il était le fils naturel) lorsque celui-ci devient l'ennemi de Juárez, tous les deux signent à Salinas Victoria son adhésion à l'empire, en avril 1865.
Le 21 mars 1866, l'empereur Maximilien le nomme dans l'ordre de Notre-Dame de Guadalupe. Le 6 octobre suivant il est nommé inspecteur des compagnies résidentielles du Nouveau León et de Coahuila. Le 29 mars 1867, il est expédié au bureau de général de brigade par le ministre de la Guerre de l'Empire, Nicolás de la Portilla. Dans l'impossibilité d'agir au Nouveau León, il se réfugie à Laredo au Texas.
Accueilli à l'amnistie en 1870, il adhère au mouvement de Jerónimo Treviño contre Juárez en 1871, pendant la Révolution de la Noria. Fidèle au gouvernement de Lerdo de Tejada, il lutte contre le Plan de Tuxtepec de Porfirio Díaz.
Au triomphe de Tuxtepec, en 1877, il est accusé de soutenir Lerdo de Tejada et accusé aussi de la mort en Múzquiz, Coahuila et de Fermín Gutiérrez. On intercepte quelques correspondances avec les généraux Plácido Vega et Juan N. Rideau. Quiroga est assigné à un tribunal présidé par le lieutenant-colonel José María Mier, désigné par le gouvernement.
Il est condamné à mort et fusillé le 11 janvier 1877.